# Antimetabolit

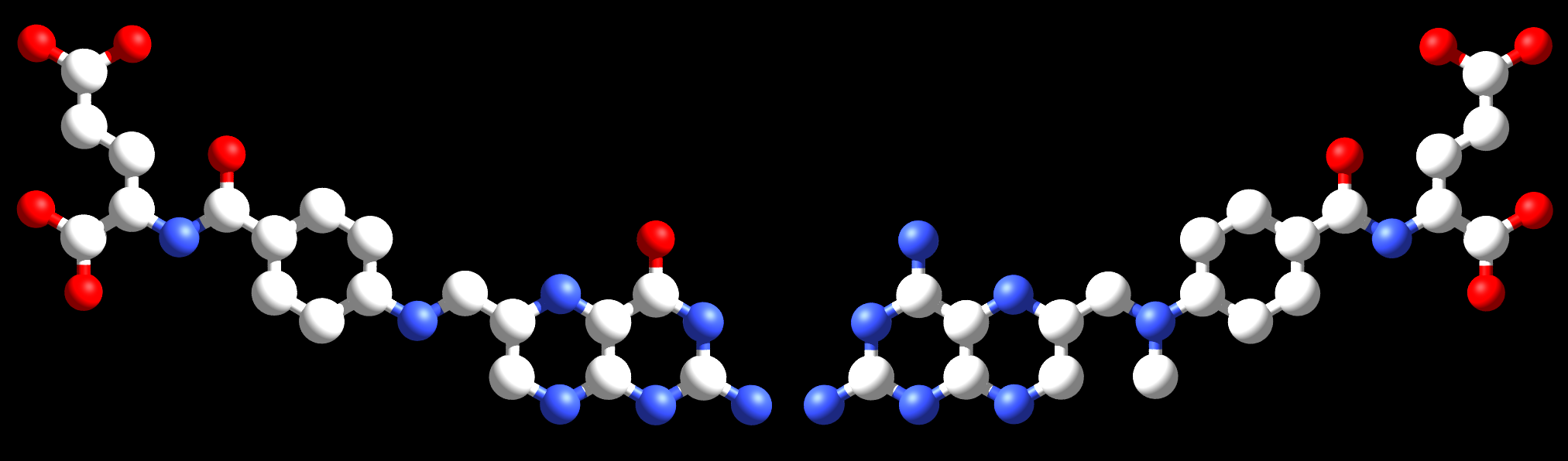
Medicamentul metotrexat (dreapta) este un antimetabolit care interferă în metabolismul acidului folic (stânga).

Un antimetabolit este un compus chimic care inhibă anumite procese specifice unui metabolit, cel din urmă fiind necesar pentru desfășurarea proceselor normale metabolice. Majoritatea substanțelor antimetaboliți prezintă similitudine structurală cu metaboliții, un exemplu fiind antimetaboliții acidului folic; apare astfel o inhibare competitivă, iar prezența antimetaboliților poate induce toxicitate celulară asupra proceselor de creștere celulară și de diviziune celulară (baza tratamentului antineoplazic).

## Tipuri
Principalele categorii de medicamente care acționează ca antimetaboliți sunt:
- analogi ai bazelor azotate
  - baze purinice: azatioprină, cladribină, clofarabină, fludarabină, mercaptopurină, tioguanină
  - baze pirimidinice:  azacitidină, decitabină, capecitabină, citarabină, floxuridină, fluorouracil, gemcitabină, tegafur
- analogi nucleozidici
- analogi nucleotidici: hidroxicarbamidă
- antifolați: aminopterină, metotrexat, pemetrexed, raltitrexed